# Kettly Mars
Pour les articles homonymes, voir Mars.
Kettly Pierre Mars est une écrivaine, née le 3 septembre 1958 à Port-au-Prince en Haïti. Kettly Mars écrit principalement des romans, des nouvelles et des poèmes à travers lesquels elle porte un regard réaliste sur la société haïtienne.

## Biographie
Kettly Pierre Mars  a passé toute son enfance à Port-au-Prince dans une famille de quatre enfants dont elle est la benjamine.

### Parcours académique
Après  ses études classiques, elle a entamé  des études professionnelles surtout  dans l'administration.
Elle était très passionnée depuis son plus jeune âge par le monde littéraire et ce n'est qu'au début des années 1990, qu'elle commence à écrire.
Ainsi l'écriture de Kettly Mars se veut purement réaliste, car s'il s'agit d'une part de mettre en valeur la vérité et l'originalité de son héritage multiculturel. D'autre part, sa façon d'écrire pour en dénoncer les travers, les situations auxquels sont confrontés la société haïtienne. En effet, l'autrice répond à ce besoin d'écriture. Ses oeuvres tournent autour des questions de l'altruisme ; relation entre les individus et leur rapport avec leurs communautés en mettant accent sur la culture haïtienne.
Elle publie Aux frontières de la soif en 2013, trois ans après le séisme de 2010 en Haïti. Dans ce roman, elle s'intéresse, à travers son personnage principal, à l'état de son pays un an après la catastrophe, décrivant la vie dans les camps de réfugiés. Concernant sa façon d'écrire, elle dit : « Un roman doit aller jusqu’au bout des personnages de façon à trouver leur vérité. Je ne veux pas édulcorer un vécu pour plaire à un lectorat. ». Elle considère que l'aide étrangère a mis trop de temps à atteindre les sinistrés dans le pays.
Elle a reçu le prix du Prince Claus pour la qualité de son œuvre et aussi pour sa contribution à la littérature. Elle publie en 2018 un huitième roman, L'Ange du patriarche, qui présente un miroir de la société haïtienne contemporaine.
En février 2018, elle est nommée Directrice du Centre PEN Haïti et lance un concours de « réflexion et de débat sur la condition des femmes en Haïti » dans la ligne de BalanceTonPorc.
À l'occasion de la 9ème du Marathon de lecture, du 9 au 18 mars 2018, le Petit Lectorat rend hommage à Kettly Mars. Ce festival littéraire et artistique condense un ensemble d’activités littéraires.  Elle est l’invitée d’honneur de la neuvième édition du festival Marathon de lecture. 
Le samedi 19 octobre 2024, l'écrivaine Kettly Mars a reçu, au Robert Treat Hotel de Newark, dans l'État américain de New Jersey, le 36 ème prix Sunshine Award. Pour l'année 2024, ce prix a recompensé dans  la cérémonie de remise onze créateurs majoritairement caraibéens évoluant tant dans les arts visuels que de domaine littéraire.

## Distinctions
- 1996 : Prix Jacques Stephen Alexis de la nouvelle, pour Soleils Contraires.
- 2006 : Prix Senghor de la Création littéraire, pour L'Heure hybride[7].
- 2011 : Prix du Prince Claus pour l'ensemble de son oeuvre[7]
- 2015 : Prix Ivoire, pour son roman Je suis vivant.
- 2024 : Prix Sunshine Award, Newark, New Jersey

## Œuvres

### Romans
- Kasalé, Port-au-Prince, Imprimeur II, 2003Réédité en 2007 par les éditions Vents d'ailleurs.
- L'heure hybride, La Roque d'Anthéron, Vents d'ailleurs, 2005
- Fado : roman, Paris, Mercure de France, 2008, 112 p. (ISBN 978-2-7152-2853-5)
- Saisons sauvages : roman, Paris, Mercure de France, 2010, 300 p. (ISBN 978-2-7152-2946-4)
- avec Leslie Péan, Le prince noir de Lillian Russel, Paris, Mercure de France, 2011, 336 p. (ISBN 978-2-7152-3200-6)
- Aux Frontières de la soif : roman, Paris, Mercure de France, 2013, 176 p. (ISBN 978-2-7152-3365-2)
- Je suis vivant : roman, Paris, Mercure de France, 2015, 176 p. (ISBN 978-2-7152-3930-2)
- L'Ange du patriarche : roman, Paris, Mercure de France, 2018, 304 p. (ISBN 978-2-7152-4695-9)

### Romans-feuilleton
- Kool-Klub, Port-au-Prince, L'Imprimeur II, 2007
- Kool-Klub, le temps des loups, Port-au-Prince, L'Imprimeur II, 2008

### Nouvelles
- Un parfum d'encens, Port-au-Prince, Imprimeur II, 1999
- Mirage-hôtel, Port-au-Prince, Imprimeur Caraïbe, 2002

### Poésies
- Feu de miel, Port-au-Prince, Imprimeur II, 1997
- Feulements et sanglots, Port-au-Prince, Imprimeur II, 2001